# Peter Šalkovský
Peter Šalkovský (Vihnye, 1951. december 12. –) szlovák régész.

## Élete
1975-ben végzett a pozsonyi Comenius Egyetemen. 1979-ben kisdoktori, 1985-ben kandidátusi és 2005-ben nagydoktori fokozatot szerzett. 1978-1991 között az SzTA Régészeti Intézetének osztályvezetője, 2002-től a tudományos tanács elnöke.
Külföldi tanulmányutakon volt Ausztriában, Csehországban, Lengyelországban, Magyarországon és Németországban. 2002-2003-ban a Comenius Egyetem Régészeti Tanszékének belső, 2004-től külső előadója.
Főként teleprégészettel és Szlovákia kora középkori településhálozatával foglalkozik. Ásatott többek között Gyetván, Hontmaróton, Komjáton, Muzslán és Szepestamásfalván.
Tagja a Szlavisták Nemzetközi Szervezetének, a Szlovák Régészeti Társaságnak és a Deutsche Gesellschaft für Archäologie des Mittelalters und der Neuzeit-nak.
Az Encyclopaedia Beliana és az Ottova encyklopédia Slovensko egyes köteteinek társszerzője.

## Elismerései
- 1998 Pamiatky a múzeá folyóirat díja
- 2001 Prémia Literárneho fondu
- 2002 Prémia Literárneho fondu
- 2011 a SzTA Régészeti Intézetének bronzplakettje
- 2013 a SzTA 60. évfordulójának érme

## Művei
- 1985 Počiatky slovenských dejín a prejavy veľkomoravskej tradície vo výtvarnej a literárnej tvorbe. Nitra (társszerző)
- 1987 Náčrt osídľovacích procesov a makroštruktúr osídlenia Slovenska v 6.-9. storočí
- 1989 Pramene k dejinám osídlenia Slovenska z konca 5. až z 13. storočia. 1. Západoslovenský kraj. Nitra (társszerző)
- 1991 Výsledky zisťovacieho výskumu v Hontianskych Moravciach
- 1992 Pramene k dejinám osídlenia Slovenska z konca 5. až z 13. storočia. 2. Stredoslovenský kraj. Nitra (társszerző)
- 1993 Mužla-Čenkov I. Osídlenie z 9.-12. storočia. (társszerző)
- 1994 Najjužnejšie slovienske hradisko. Výskum v osade Čenkov
- 1994 Frühmittelalterlicher Burgwall bei Detva
- 1994 Hradisko v Detve. Nitra
- 1995 Archeológia a ropa. Bratislava (társszerző)
- 1996 Dávna pevnosť na Spiši – Slovanské hradisko v Slovenskom raji
- 1997 Frühmittelalterliche Volkshausbaukultur im Mitteldonaugebiet. Beitrag zur Besiedlungsgeschichte der Slowakei
- 1998 Ľudová architektúra a urbanizmus vidieckych sídiel na Slovensku z pohľadu najnovších výsledkov archeológie a etnografie. Bratislava (társszerző)
- 2000 Domy starých Slovanov – Na počiatku bola zemnica
- 2001 Dom u Slovanov vo včasnom stredoveku
- 2001 Häuser in der frühmittelalterlichen slawischen Welt
- 2002 Sekerovité hrivny a ďalšie včasnostredoveké nálezy z hradiska v Bojnej
- 2003 Slovensko vo včasnom stredoveku. (társszerző)
- 2006 Bohuslav Chropovský. Život a dielo. Nitra (társszerző)
- 2006 Praveké a včasnohistorické osídlenie Detvy
- 2006 Včasnostredoveké hradisko 1. Spišské Tomášovce – Smižany – 1. etapa spracovania. (társszerző)
- 2009 Detva – Praveké a včasnohistorické hradisko k dávnym dejinám Slovenska
- 2012 Dejiny Bratislavy 1. (társszerző)
- 2012 K problematike opevnených sídiel vo včasnom stredoveku na Slovensku
- 2013 Sídelný vývoj povodí hornej Nitry v starších fázach stredoveku
- 2015 Hrady západných Slovanov